# Skoronice
Skoronice (in tedesco Kunewald) è un comune della Repubblica Ceca facente parte del distretto di Hodonín, in Moravia Meridionale.